# Caenopteris rhizophylla
Caenopteris rhizophylla là một loài dương xỉ trong họ Aspleniaceae. Loài này được Thunb. mô tả khoa học đầu tiên.
Danh pháp khoa học của loài này chưa được làm sáng tỏ. 